# Trieste (quartiere)

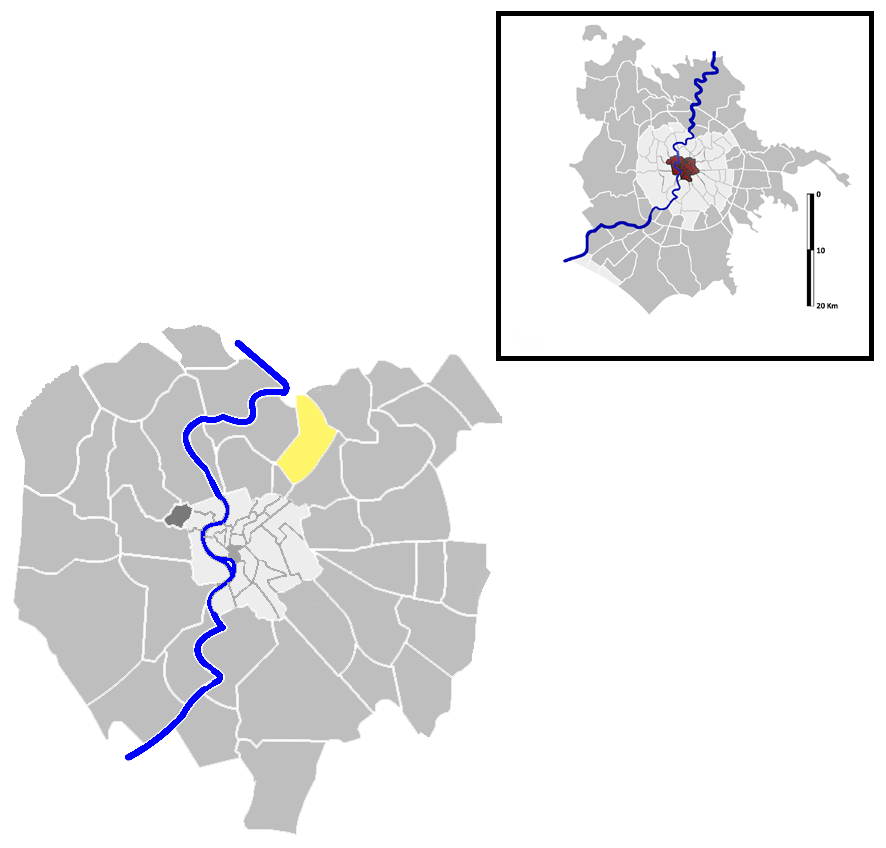
Quartiere Trieste

Trieste é o décimo-sétimo quartiere de Roma e normalmente indicado como Q. XVII. Este mesmo topônimo indica a zona urbana 2E do Municipio II da região metropolitana de Roma Capitale. Seu nome é uma referência à via Corso Trieste.

## Geografia
O quartiere Trieste está localizado na região centro-norte de Roma. Suas fronteiras são:
- ao norte está a zona Z. I Val Melaina, separada pelo rio Aniene no trecho entre a Ponte Salario e a ferrovia regional FL1.
- a nordeste está o quartiere Q. XVI Monte Sacro, separado pelo rio Aniene no trecho entre a ponte da ferrovia regional FL1 e a ponte da Via delle Valli, e da ferrovia regional FL1 até a Via Nomentana.
- a sudeste está o quartiere Q. V Nomentano, separado pela Via Nomentana, da ferrovia regional FL1 até a Viale Regina Margherita.
- a sudoeste está o quartiere Q. IV Salario, separado pela Viale Regina Margherita, da Via Nomentana até a Via Salaria.
- a noroeste está o quartiere Q. II Parioli, separado pela Via Salaria, da Viale Regina Margherita até a Ponte Salario no rio Aniene.

## História

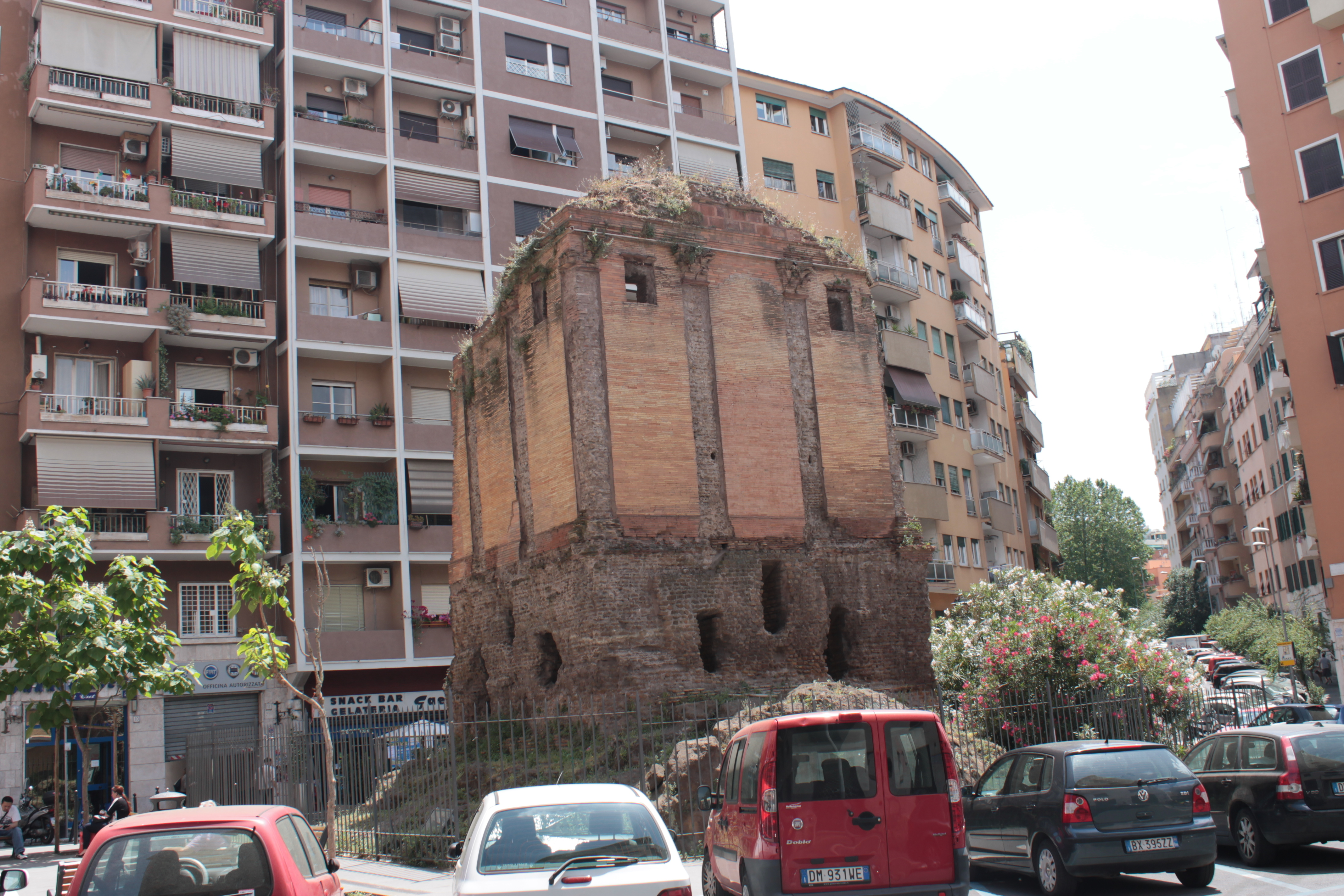
Sedia del Diavolo.

As primeiras evidências da ocupação humana na região são do período pré-histórico, quando algumas populações viviam na região da Sedia del Diavolo ("cadeira do diabo") e do Monte delle Gioie ("monte das joias"). Posteriormente, já no período histórico, na região monte Antenne, foi fundado um assentamento sabino cujos restos ainda são visíveis; segundo a lenda, Antêmnas era uma das três vilas afetadas pelo famoso "Rapto das Sabinas". Da época romana arcaica e republicana não há muitos vestígios, pois a região passou a ser muito frequentada para construção de diversas catacumbas, entre as quais a antiquíssima Catacumba de Priscila, criada numa villa da gente Acília.
Além disto, fica nesta região parte do percurso da Via Salaria, a estrada consular de enorme importância que unia Roma a Porto d'Ascoli, assim chamada por causa do comércio de sal que passava por ela; a estrada moderna (Strada statale 4 Via Salaria) segue, porém, o traçado da Via Salaria Nova, do tempo do imperador Nerva.
Nos anos seguintes ao Édito de Milão (313), foi construída uma monumental basílica dedicada a Santa Inês onde ficava a villa de sua família, na Via Nomentana. Ao lado dela, a imperatriz Constantina (em italiano:  Costanza) mandou construiu, na segunda metade do século, seu próprio mausoléu. Por causa de suas grandes dimensões, a basílica rapidamente se arruinou, o que obrigou o papa Honório I (r. 625-628) a encomendar a atual basílica em estilo bizantino, Sant'Agnese fuori le Mura. À volta destes dois importantes monumentos foi sendo criado, ao longo da Idade Média e do início do Renascimento, o grande complexo dos Cônegos Regulares Lateranenses.
Durante o Renascimento e nos séculos seguintes, na região do atual quartiere surgiram algumas villas nobres e edifícios rústicos típicos (casale). Em um deles, na Via Nomentana, viveu Giuseppe Garibaldi durante a fugaz República de Roma de 1849.

### Urbanização
Depois da Unificação da Itália, a zona do monte Antenne foi fortificada com grandes bastiões, fossos e um imponente paiol de pólvora: a sua posição era ótima para defender o lado setentrional da cidade. Em suas encostas, em 1906, foi fundada a sede do "Tennis Club Parioli", ainda hoje em funcionamento.

A primeira urbanização do território veio com o plano urbanístico de 1909 do arquiteto Edmondo Sanjust di Teulada, mas o quartiere nasceu oficialmente m 1926 com o nome de Savoia, por causa da vizinha residência real na Villa Ada; o evento foi lembrado por uma grande placa comemorativa atualmente na Via Topino, perto da Piazza Verbano. Nos primeiros trinta anos do século XX, a zona manteve a sua destinação: a construção de residências de alta qualidade e de luxo. Desta época são os numerosos villinos e o Quartiere Coppedè.

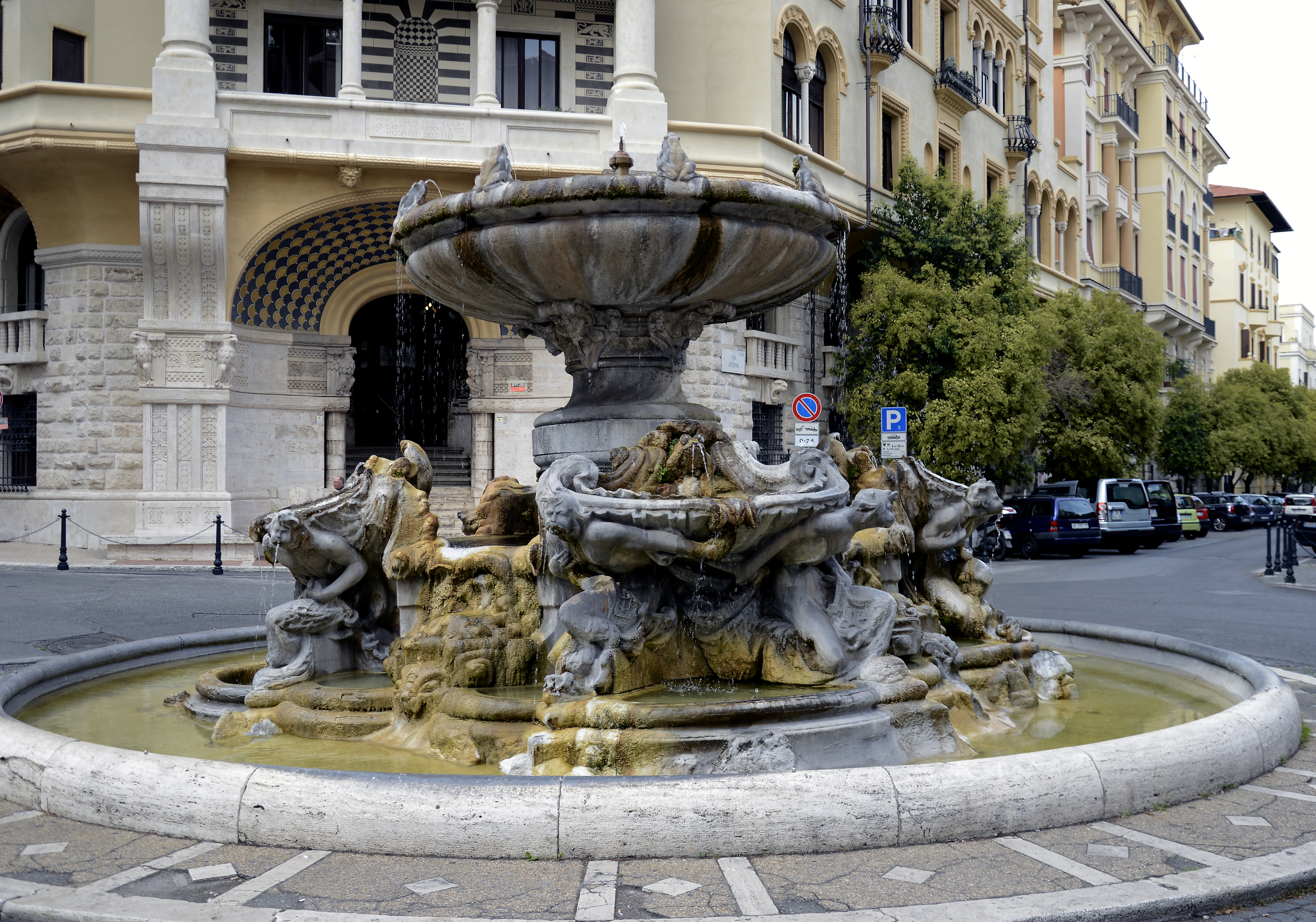
Fontana delle Rane, no Quartiere Coppedè.

Na década de 1930 começou a urbanização intensiva: grandes condomínios foram construídos nos terrenos de antigas villas loteadas para este fim, como a Villa Lancellotti e a Villa Chigi (da qual resta atualmente um parque público e uma residência privada): habitações destinadas aos empregados do estado italiano ou edifícios concedidos a cooperativas (como a dos ferroviários, construída nas imediações da Piazza Crati). Entre 1924 e 1930 foi construído o Parco Virgiliano (ou Parco Nemorense), pensado para ser um "pulmão verde" para um quartiere intensamente habitado pelo arquiteto Raffaele De Vico e inaugurado em 1936 por ocasião das comemorações dos dois mil anos de Virgílio.
Logo depois do fim do Reino da Itália, em 1946, o quartiere foi rebatizado como "Trieste", uma referência ao Corso Trieste, que é a sua via principal. Na década de 1970, a região foi alvo de uma grande onda especulativa imobiliária que resultou na demolição da Tor Fiorenza, uma fazenda fortificada do século XVII para onde crianças com anemia eram levadas para que pudessem receber leite.
Este quartiere foi um dos principais palcos das histórias mais brutais dos "Anos de chumbo" por causa dos vários homicídios políticos ocorridos ali, entre os quais o do magistrado Vittorio Occorsio, assassinado em 1976, e, quatro anos depois, o do policial Francesco Evangelista na frente do Liceo Giulio Cesare. Neste período, nos vários conflitos entre as facções políticas opostas, perderam a vida também dois jovens militantes da direita da antiga Fronte della Gioventù, Francesco Cecchin, morto em 9 de fevereiro de 1983 após um longo coma depois de ser agredido nas imediações da Piazza Gondar.

### Subdivisões

#### Quartiere Africano
A parte mais ao norte do quartiere, da Piazza Annibaliano até a Ferrovia Firenze-Roma, é comumente chamada de "Quartiere Africano", um nome inspirado pelas colônias italianas na África. O núcleo original desta região, originalmente destinada às famílias dos ferroviários, foi edificado nos primeiros anos da década de 1920 e ocupava um quadrilátero na área adjacente à Via Tripoli. No interior deste quadrilátero, na época claramente isolado do resto da cidade, foram traçadas também as vias Tobruk, Derna, Cirenaica, a Piazza Misurata e, fora do perímetro, as vias Benadir e Migiurtinia. Estas vias se juntavam às vias Asmara e Massaua, travessas da Via Nomentana, criadas pouco antes, que ligavam a região à Villa Anziani. Depois da Segunda Guerra Mundial, o quartiere dos ferroviários, constituído na época por uns quarenta edifícios, foi completamente demolido. Testemunhando sua presença resta apenas parte do plano viário, com exceção das também destruídas Via Tobruk, Piazza Misurata e Via Derna (este último topônimo foi reaproveitado numa nova via), e por alguns edifícios da época, villinos e palacetes mais populares nas vias Beandir, Homs, Tripolitania, Cirenaica e Migiurtinia. 
No lugar do quartiere dos ferroviários foram construídos gradualmente uma escola, alguns edifícios da Ferrovie dello Stato, um estacionamento e dois condomínios residenciais.

#### Quartiere Coppedè
Em uma área vizinha à Piazza Buenos Aires, está o Quartiere Coppedè, uma pequena área edificada em estilo art nouveau (conhecido como liberty na Itália) e eclético com base num projeto do arquiteto Gino Coppedè. O portão da Piazza Mincio, construído em 1926, última obra do mestre, é uma cópia fiel de um portão cenográfico do filme "Cabiria" de 1914.

#### Villa Albani
A Villa Albani, conhecida também como Villa Albani-Torlonia, que se estende entre a Via Salaria e a Viale Regina Margherita, foi, por 50 anos, o centro da cultura europeia, parada obrigatória para os mais importantes visitantes da cidade, motores de fenômenos culturais como o neoclassicismo e da arqueologia como parte integrante da história da arte. A villa foi construída na metade do século XVIII pelo cardeal Alessandro Albani, sobrinho do papa Clemente XI, um refinado conhecedor de antiguidades e protetor de vários artistas, entre os quais Anton Raphael Mengs. A villa era conhecida por abrigar sua coleção de arte antiga, curada com a ajuda de Johann Joachim Winckelmann. Nasceu ali o "laboratório do neoclassicismo", no qual trabalhou também Piranesi, e uma galeria de arte, por séculos fechada ao público, que abriga obras de Niccolò da Foligno, Perugino, Gherardo delle Notti, Van Dyck, Tintoretto, José de Ribera, Guercino, Giulio Romano, Bergognone, Luca Giordano e Luigi Vanvitelli.

## Monumentos e vias
- Corso Trieste
- Parco Virgiliano (ou Parco Nemorense)
- Ponte di Via delle Valli
- Ponte Salario
- Via Salaria

### Antiguidades romanas
- Catacumba Maior (Coemeterium Maius)
- Catacumba de Priscila
- Catacumba de Santa Inês
- Catacumba da Via Anapo
- Mausoléu de Santa Constança
- Mausoléu de Tor di Quinto (remontado)
- Sedia del Diavolo

## Edifícios

### Palácios evillas
- Palazzi degli Ambasciatori
- Villa Ada
- Villa Albani
- Villa Chigi
- Villini delle Fate‎
- Villa Lancellotti
- Villa Leopardi
- Villa Paganini

### Outros edifícios
- Complexo monumental de Sant'Agnese fuori le Mura
- Liceo classico statale Giulio Cesare

### Igrejas
- Cappella del Collegio Stella Viae
- Sant'Agnese fuori le Mura
- Sacri Cuori di Gesù e Maria
- Sant'Emerenziana
- San Giuda Taddeo delle Suore Carmelitane
- San Leone Magno dei Fratelli Maristi
- Santa Maria Addolorata a Piazza Buenos Aires
- Santa Maria Goretti
- Nostra Signora del Sacro Rosario delle Betlemite.
- San Saturnino Martire
- Santissimo Sacramento delle Religiose Reparatrici del Sacro Cuore
- Santissima Trinità a Villa Chigi